# Nokia
Pour l’article homonyme, voir Nokia (ville).
Nokia Corporation est une entreprise multinationale de télécommunications finlandaise fondée en 1865 par Fredrik Idestam et Leo Mechelin. Devenu le premier constructeur mondial de téléphones mobiles en 1998, il le reste jusqu'en 2011 avant de perdre l'année suivante son titre de numéro un mondial au profit de Samsung. Le 3 septembre 2013, Nokia se sépare de sa division « terminaux mobiles », alors en déclin, qui est reprise par Microsoft et recentre son activité sur sa division « réseaux » Nokia Networks. En octobre 2014, Microsoft choisit d'arrêter de commercialiser des smartphones sous la marque Nokia. En 2016, Nokia choisit de confier l'usage de la marque pour les terminaux de téléphonie mobile à la société finlandaise HMD Global Oy, fondée par d'anciens cadres de Nokia corporation.
Depuis son virage stratégique de 2014, Nokia est devenu un des premiers équipementiers des télécommunications au monde dont les activités se répartissent entre :
- solutions réseaux haut débit fixes, mobiles et sous-marins pour les opérateurs de télécommunications et les entreprises, elle propose aussi les services associés (planification, optimisation, intégration, installation, déploiement et maintenance) ;
- logiciels de gestion des réseaux et des services clients (OSS, BSS) : gestion des réseaux, gestion de l'expérience client, analyse et facturation des services, solutions d’Internet des objets (IoT), virtualisation et informatique en nuage ;
- recherche et développement, droits intellectuels liés aux brevets. Depuis la prise de contrôle d'Alcatel-Lucent en 2015, les laboratoires Bell font partie de la société.

## Étymologie
L'origine du terme finnois Nokia est obscure. L'hypothèse la plus commune considère qu'il vient du nom ancien de la zibeline utilisé pour désigner tous les animaux à fourrure sombre. Cependant, la zibeline n'a jamais vécu en Finlande et le terme pourrait se référer au castor. Toujours est-il que Nokia a donné son nom à une rivière, la Nokianvirta (littéralement « rivière de Nokia »), située dans l’ouest de la Finlande, sur laquelle fut fondée la ville de Nokia où s'installa l’entreprise.

## Histoire

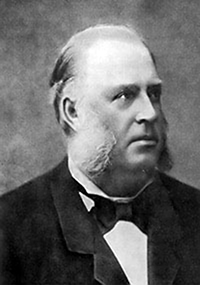
Fredrik Idestam.

L'histoire de Nokia commence avec l'ingénieur des mines finlandais Fredrik Idestam qui se lance dans l'industrie papetière à une époque où la demande de papier est en pleine expansion et où les chiffons, matière première pour fabriquer le papier, ne peuvent répondre à cette demande. Il reçoit l'autorisation le 12 mai 1865 par le Sénat de créer une usine de pâte à papier sur les rives du Tammerkoski et s'approvisionne en bois des forêts de la taïga. Il crée en 1869 une seconde usine dans la ville de Nokia (sa rivière la Nokianvirta fournissant une plus grande énergie hydraulique), donnant le nom de « Nokia Ab » à son entreprise en 1871.
Nokia investit progressivement dans différents secteurs : l'industrie du caoutchouc avec la Suomen Gummitehdas Oy (entreprise fabriquant des galoches, des pneus, aujourd'hui connue sous le nom de Nokian pneus), l'industrie des câbles avec la Suomen Kaapelitehdas Oy, cette dernière se diversifiant dans l'électronique dans les années 1960. Ces trois sociétés sont détenues conjointement depuis 1922 et fusionnent officiellement en 1967, formant le groupe Nokia.
Dans les années 1970, la firme se lance dans les téléviseurs, mais continue à être un conglomérat « touche à tout », d'envergure modeste[réf. nécessaire].
En 1981, Nokia lance sa gamme de micro-ordinateurs MikroMikko, par sa division Nokia Data. Elle sort son MikroMikko 1 seulement 48 jours après la sortie du PC/XT d'IBM. S'ensuivra une gamme de MikroMikko compatibles PC, et de PC portables. En 1987, Nokia rachète la division Data Systems du suédois Ericsson et continue sa production en micro-informatique. À la suite de la dépression économique de la Finlande du début des années 1990, Nokia se sépare de bon nombre de ses filiales non rentables, pour mieux se consacrer aux télécommunications. En 1991, elle cède sa branche Nokia Data au britannique ICL (International Computers Limited), qui sera par la suite repris par le japonais Fujitsu, et qui deviendra Fujitsu Siemens Computers[réf. nécessaire].
L'ouverture à la concurrence du marché finlandais des télécommunications (création de la norme de téléphonie mobile Nordic Mobile Telephone) offre à Nokia l'opportunité de se diversifier dans ce secteur. Il crée en 1987 le téléphone compact Mobira Cityman 900 (en).

### Années 1990: les téléphones mobiles
En 1992, la marque décolle lorsque le groupe fait comme choix stratégique de se débarrasser de toutes ses activités pour se recentrer uniquement sur la téléphonie mobile, encore balbutiante. Le groupe fait alors le pari que le téléphone mobile peut toucher des centaines de millions de personnes à travers le monde, pour peu que son prix baisse suffisamment. À l'époque, la plupart des industriels des télécommunications estiment que la technologie mobile, déjà connue et développée, ne peut bénéficier qu'à une clientèle limitée.
Dès 1994, pour pallier l'étroitesse du marché financier finlandais, Nokia se fait coter sur le Nasdaq. L'action voit son prix multiplié par 600 entre 1992 et 2000, période pendant laquelle le groupe a multiplié son chiffre d'affaires par 8 et son bénéfice par 12 (après plusieurs années de pertes lors des efforts d'investissement dans le téléphone mobile).
En 1998, Nokia devient le premier constructeur mondial de téléphones mobiles.
En 1999, le Nokia 3210 sort avec un certain nombre de fonctions alors exclusives, telles que l'antenne intégrée et le dictionnaire d'écriture intuitive T9. Il devient le plus grand succès commercial de l'histoire du groupe avec 160 millions d'exemplaires vendus par la suite,.

### Années 2000: les sauts technologiques
En octobre 2000, le groupe prolonge le succès du Nokia 3210 avec son successeur, le Nokia 3310, qui se vendra à 126 millions d'exemplaires jusqu'à son retrait du marché. Mais à partir de cette sortie, ses rivaux mettent les bouchées doubles et Nokia voit sa part du marché mondial (35 %) se contracter.
Le 18 juin 2006, Nokia et Siemens AG annoncent la fusion de leurs activités de télécommunications, donnant ainsi naissance à un géant mondial : Nokia Siemens Networks.
2007 voit l'introduction de l'iPhone. Nokia, au lieu de se tourner vers la stratégie gagnante des smartphones haut de gamme, continue d'inonder le marché avec des téléphones portables low cost, stratégie à l'origine du déclin du groupe et de son image de marque.
En août 2007, la firme annonce le rappel de 46 millions de batteries de la marque Matsushita en Inde, à cause des risques de surchauffe de celles-ci, ce qui provoque d’immenses manifestations dans tout le pays. Devant des scènes d’émeutes, tous les magasins Nokia sont fermés en Inde et placés sous protection policière jusqu’au 19 août.
Le 1er octobre 2007, Nokia acquiert le service de cartographie Navteq pour environ 8,1 milliards de dollars, soit 5,7 milliards d'euros.
En janvier 2008, la décision de l’entreprise de délocaliser son usine de Bochum, en Allemagne, afin d’augmenter les marges de production, et ce alors que des bénéfices records ont été réalisés en 2007, a donné lieu à d’importantes manifestations et à de vives protestations de la part de nombreux hommes politiques allemands — plusieurs ont ainsi rendu leur portable Nokia.
En 2008, le parlement finlandais envisage de voter une loi qui permettrait aux employeurs d'analyser les journaux des courriels transmis et reçus par les employés. À cause d'un effort certain de lobbying de la part de Nokia, la loi est surnommée Lex Nokia. En 2000 et en 2001, dans le but de prévenir l'espionnage industriel, Nokia aurait illégalement surveillé les activités électroniques de ses employés finlandais (en Finlande et au Portugal), mais la justice finlandaise a décidé de ne pas poursuivre, jugeant que le délai de prescription avait expiré. En février 2005, Nokia aurait encore illégalement surveillé les activités électroniques de ses employés finlandais.
En 2008, Nokia est le plus grand constructeur mondial de téléphones mobiles, devant Motorola et Samsung, avec près de 39 % de parts du marché mondial (-1 % lors du premier trimestre de l'année 2008).
Selon une étude de Greenpeace de 2009, Nokia est en tête des entreprises écoresponsables. Le fabricant finlandais doit son rang à sa campagne de récupération des mobiles usagés qui s’étend sur 84 pays, avec près de 5 000 points de collecte.
Le 22 octobre 2009, Nokia intente une demande en justice d'un milliard de dollars contre Apple, déclarant que celle-ci viole dix brevets détenus par l'entreprise,.

### Années 2010: À la recherche d'une nouvelle stratégie
En juillet 2010, Nokia annonce l’acquisition de « la majeure partie de la division équipements réseaux sans fil » de Motorola pour une somme de 1,2 milliard USD.
Le 21 septembre 2010, Nokia change de PDG, en remplaçant Olli-Pekka Kallasvuo par Stephen Elop qui, jusqu'alors, travaillait dans la division Business de Microsoft ; cette nomination est perçue comme une OPA déguisée de Microsoft sur Nokia, à l'époque encore leader mondial des téléphones mobiles (34 % de part de marché, loin devant Samsung) et également des smartphones (41 % de parts de marché).
Début février 2011, l'ancien dirigeant de Microsoft, Stephen Elop, annonce un partenariat avec cette même entreprise et la nomination d'un ancien de Microsoft à la tête de Nokia États-Unis. À la suite de cette annonce, les marchés boursiers ont très mal accueilli le partenariat, enfonçant le titre, qui perd plus de 20 % de sa valeur. Microsoft semble avoir déboursé plus d'un milliard d'euros pour éviter que Nokia ne se tourne vers Android. Début mars 2011, on apprend les termes de l'accord, qui sont considérés comme bénéficiant uniquement à Microsoft qui remplace Symbian OS et MeeGo par Windows Phone.
En avril 2011, Nokia annonce 4 000 suppressions de postes et 3 000 externalisations vers des sous-traitants.
En septembre 2011, Nokia annonce la fermeture de ses activités à Cluj en Roumanie, et la suppression de 3 500 emplois dans le monde en plus de ceux annoncés en avril.
En novembre 2011, Nokia a lancé sa nouvelle gamme de smartphones Lumia utilisant le système Windows Phone de Microsoft qui ne pourra pas bénéficier des mises à jour ultérieures vers Windows Phone 8. Cette gamme se compose alors de quatre modèles, le Lumia 800, le Lumia 900, le Lumia 710 et le Lumia 610.
Malgré son déclin, Nokia restait en 2011 le numéro un mondial dans les téléphones mobiles pour la quatorzième année consécutive.
À cause du virage risqué pris avec l'adoption du système d'exploitation de Microsoft, le PDG de Nokia, Stephen Elop, annonce en juin 2012 la suppression de 10 000 emplois avec la fermeture de sites en Finlande, Allemagne et au Canada.
Le 1er juillet 2013, Siemens a annoncé vendre sa participation de 49,9 % dans Nokia Siemens Networks à Nokia pour 1,7 milliard d'euros,. L'entreprise a été renommée Nokia Solutions and Networks et ses effectifs ont été amputés d'un quart, passant de 80 000 à 60 000 personnes. NSN, à l'origine spécialisée dans les réseaux de téléphonie fixe, a été réorientée vers les infrastructures haut-débit pour la téléphonie mobile. Cette division constitue désormais le principal actif de l'entreprise finlandaise.

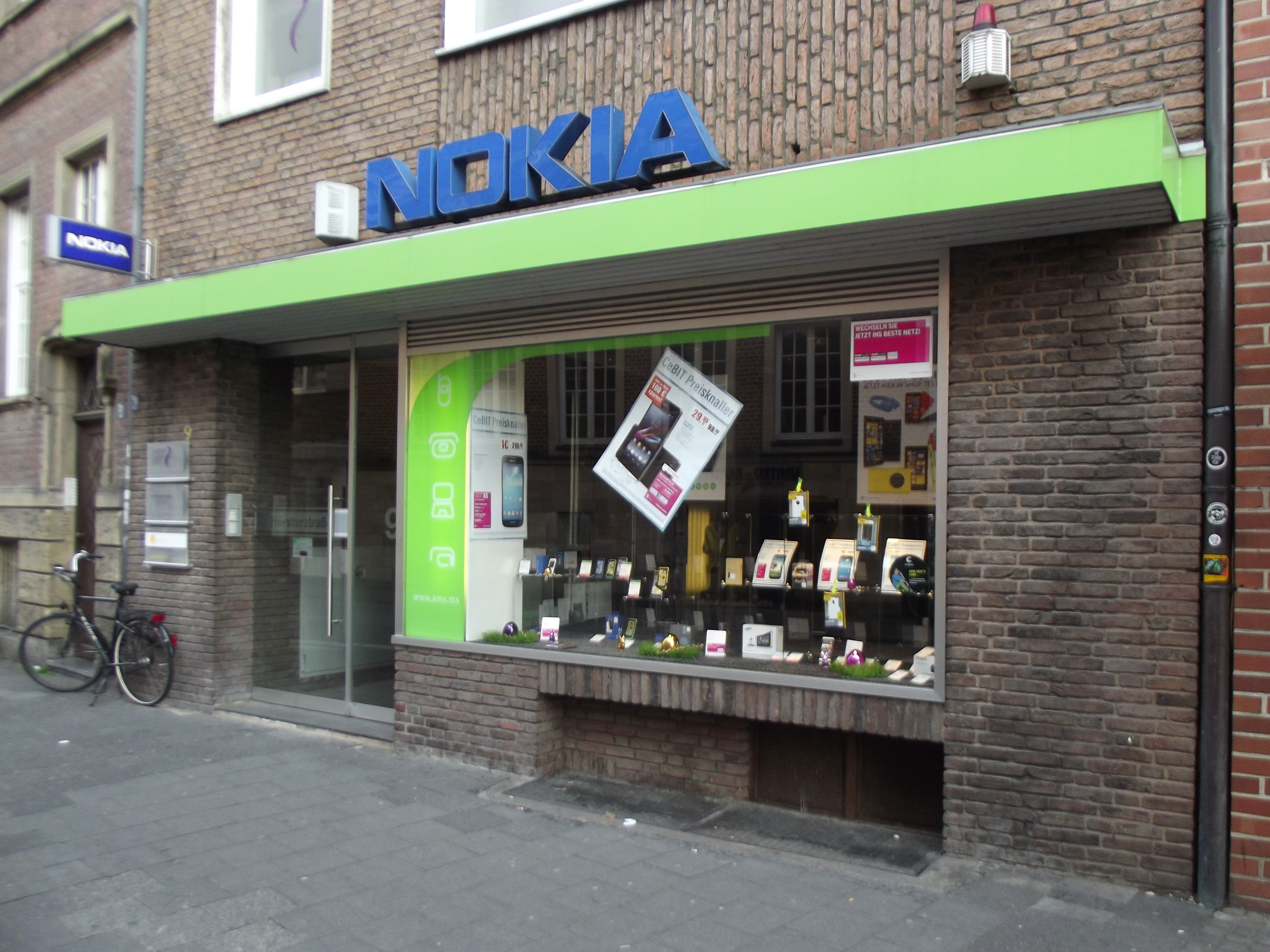
Une boutique Nokia en Allemagne

Entre les 2e trimestres 2012 et 2013, les ventes de téléphones et smartphones Nokia sont passées de 83,24 millions de téléphones vendus, soit 19,9 % du marché, à 61 millions de téléphones vendus, soit 14,0 % de part de marché au deuxième trimestre 2013. Nokia restait le deuxième fabricant mondial de téléphones toutes catégories derrière Samsung qui avait 24,7 % de parts de marché, mais devant Apple et LG. Nokia a disparu du Top 100 du classement Millward Brown (en) 2012 de valorisation des marques. Dans ce contexte, Nokia décide de se séparer de sa division « terminaux mobiles ». La proposition de rachat de cette division par Microsoft pour un montant de 5,44 milliards d'euros a été officialisée le 3 septembre 2013 : l'acquisition de l'activité « téléphones mobiles » de Nokia représente 3,79 milliards d'euros et l'accord de licence de 10 ans non exclusif avec Microsoft 1,65 milliard (la marque « Nokia » reste la propriété de Nokia, Microsoft payant le droit d'usage de la marque pendant 10 ans pour les téléphones mobiles basiques).
En novembre 2013, une équipe d'anciens ingénieurs et cadres de Nokia lancent Jolla et le système d'exploitation Sailfish OS, reprenant les principes du Nokia N9, avec une base dérivée de MeeGo basé sur l'API Qt et une compatibilité avec l'API d'Android.
À la suite des résultats annuels annoncés le 23 janvier 2014, le groupe prépare une cession de ses activités de terminaux et services à Microsoft et engage une mutation en privilégiant ses activités d'équipementier téléphonique et de cartographie.
Fin février 2014, Nokia lance des smartphones de la gamme X utilisant le système Android.
En avril 2014, Nokia crée un fonds d'investissement, doté de 72 millions d'euros, pour les entreprises liées aux voitures connectées. Le fonds sera géré par Nokia Growth Partners. En mai 2014, Nokia acquiert Desti, une société spécialisée dans l'intelligence artificielle et le langage naturel. En juillet 2014, Nokia achète l'entreprise américaine SAC Wireless, qui emploie 450 personnes, pour un montant inconnu. Le 31 juillet 2014, Nokia acquiert les activités d'équipements de télécommunications de Panasonic, dans le but de se renforcer au Japon, pour un montant inconnu.
Le 15 avril 2015, Nokia Corporation annonce un projet d'acquisition d'Alcatel-Lucent en échange de ses propres titres. Celle-ci se fera par le biais d'échange d'actions : 0,55 action Nokia contre 1 action Alcatel-Lucent. Au cours de l'action Nokia le 15 avril 2015, le groupe Alcatel-Lucent est valorisé 15,6 milliards d'euros. Les actionnaires de Nokia détiendront 66,5 % de la nouvelle structure et ceux d'Alcatel-Lucent 33,5 %. Le siège social sera situé à Espoo en Finlande. Le président du conseil d'administration et le directeur général resteront ceux de Nokia. Le nouvel ensemble aura près de 120 000 employés pour un chiffre d'affaires d'environ 25 milliards d'euros,.
Le 14 septembre 2015 Nokia a reçu le feu vert du comité américain pour l'investissement étranger (CFIUS) concernant son projet d'acquisition d'Alcatel-Lucent.
En août 2015, Nokia vend sa filiale de cartographie Here à un consortium de constructeurs automobiles allemands incluant Daimler, BMW et Audi pour 2,8 milliards d'euros.
Le 6 janvier 2016, le résultat de l'OPE sur Alcatel-Lucent est publié : Nokia possède 76,3 % des actions d'Alcatel-Lucent. Nokia décide de rouvrir aux actionnaires l'offre de rachat, pour une période allant jusqu'au 3 février 2016. L'objectif de Nokia est de détenir plus de 95 % des actions d'Alcatel, de manière à demander la radiation d'Alcatel des marchés boursiers ; cette radiation et l'achèvement de l'OPE ont lieu fin 2016. Cette dernière opération marque la fin du groupe franco-américain de Télécommunications Alcatel-Lucent successeur du groupe français Alcatel.
Dans la continuité de sa politique de rachat d'entreprises connectées, Nokia annonce le 26 avril 2016 son intention d'achat de Withings, compagnie française sur le marché de l'Internet des objets.
En avril 2016, une vague de 10 000 à 15 000 suppressions d'emplois est annoncée par Nokia dont 4 300 en Europe et 412 en France,.
En mai 2016, Microsoft annonce la vente pour 350 millions de dollars de ses activités dans les feature phones (téléphones mobiles basiques) dont Nokia, à FIH Mobile une filiale de Foxconn et annonce un plan de licenciement de 1850 postes dans sa filiale mobile,,.
Le même mois, Nokia annonce le retour de la marque Nokia sur le marché des téléphones mobiles avec un accord signé accordant une licence d'utilisation de la marque Nokia au constructeur HMD Global associé à FIH Mobile Ltd. Les premiers appareils issus de HMD, les Nokia 3310, Nokia 3, Nokia 5 et Nokia 6, sont commercialisés à partir du second semestre 2017.
Le siège de la société HMD Global se trouve juste en face de celui de Nokia et la plupart de ses employés proviennent de Nokia et de Microsoft. HMD Global conçoit et commercialise désormais les téléphones mobiles et smartphones Nokia sous Android. HMD Global est, en 2020, la dernière entreprise européenne majeure encore présente sur le marché des smartphones.
En février 2017, Nokia achète Comptel, une entreprise finlandaise spécialisée dans la conception de logiciels pour opérateur téléphonique (Operations Support System(OSS), Business Support System(BSS)), pour 370 millions de dollars.
En octobre 2017, Nokia confirme la suppression de 597 emplois d’ici à 2019 dans ses filiales Alcatel Lucent International et Nokia Solutions and Networks (NSN) basées à Paris-Saclay (Essonne) et Lannion.
En 2018, Le fondateur de Withings, start-up française spécialisée dans les objets connectés dédiés à la santé, rachète la marque à Nokia précédemment cédée en 2016.
En mars 2018, l'état finlandais investit 844 M€ pour prendre une participation de 3,3 % au capital de Nokia par l'intermédiaire de Solidium, l'organisme gérant les investissements de l'Etat finlandais. Cinq mois après, la Commission européenne fait un prêt de 500 M€ à Nokia.
Selon le cabinet Dell'Oro, en 2018, Nokia est le troisième fabricant mondial d'équipements télécoms avec 23 % pour Nokia du marché (contre 31 % pour Huawei et 29 % pour Ericsson).
En janvier 2019, Nokia annonce qu'il va supprimer 460 postes en France en 2019 et 2020, dans le cadre du nouveau plan mondial de réduction des coûts.

### Années 2020: 3ᵉ équipementier mondial pour la 5G
En 2020, Nokia, recentré sur les infrastructures télécoms, a signé un contrat pour la 5G avec 66 opérateurs de télécommunications dans le monde dont trois des quatre principaux américains (il réalise 30 % de son chiffre d'affaires mondial en Amérique du nord, comme Ericsson, soit près de 7 milliards de dollars). Nokia emploie 11 000 salariés aux États-Unis dont plus de 1 500 à Murray Hill siège des Bell Labs. Ses grandes usines de production ne sont pas aux États-Unis, mais en Finlande, au Brésil, en Chine et en Inde.
Le 2 mars 2020, Pekka Lundmark est nommé président et directeur général de Nokia. Il remplace Rajeev Suri, qui quitte ses fonctions après plus d'une décennie en tant que président et directeur général de Nokia Siemens Networks puis de Nokia. Cette nomination est effective depuis le 1er septembre 2020.
Le 22 juin 2020, Nokia, libéré de toutes les obligations négociées avec le gouvernement français en 2015 au moment du rachat, annonce la suppression de 1 233 postes, soit un tiers des effectifs d'Alcatel-Lucent restant en France. Ces suppressions de postes concernent la recherche et développement (R&D) et les fonctions centrales sur les sites de Paris-Saclay, Nozay/Villarceaux (Essonne) et de Lannion (Côtes-d'Armor). Le domaine de la 5G dont la France devait être chef de file mondiale, est touché (la 5G, considérée comme stratégique, est une technologie de souveraineté, elle fait l'objet d'affrontements entre les États-Unis et la Chine au sujet de la place de Huawei, qui fait la course en en-tête, face à Ericsson et Nokia, dans son déploiement mondial),,,. Sur le déploiement des réseaux 5G, Nokia rencontre des difficultés avec 18,8 % de parts de marché, contre 26,6 % pour Ericsson et 33 % pour Huawei. Les salariés sont dépités, c'est lié aux efforts qui ont été accomplis et aux aides étatiques reçues par l'entreprise (CICE, crédit d'impôt recherche),.
Selon un rapport du Syndex de juin 2020, Nokia a reçu depuis 2015 des aides d'État pour les entreprises, destinées à soutenir l'emploi en France y compris celui des plus qualifiés faisant de la recherche et développement dans le domaine de pointe des Telecom, 5G, et génération suivante et a fait de l'optimisation fiscale (273 millions € de crédit d’impôt recherche touchés depuis 2015, 39 millions € d'impôts sur les bénéfices évités en trois ans).
À la suite des protestations et de la prise de position du gouvernement, Nokia prévoit de préserver 250 postes qui devaient disparaître dans le plan social annoncé en juillet 2020. Nokia projette d'ouvrir un nouveau « centre de cybersécurité » à Lannion, le second projet autour de la 5G est « destiné à expérimenter et intégrer les futurs cas d’usage et services de la 5G, ainsi qu'à tester de nouveaux modèles d'affaires »,.
En mars 2021, Nokia annonce vouloir supprimer jusqu'à 10 000 postes dans le monde d’ici à la fin 2023. Nokia a été mis en difficulté sur deux marchés importants : la Chine et les États-Unis où Samsung l’a dépassé chez l’opérateur Verizon.
En février 2022, Orange dévoile ses principaux partenaires industriels pour son déploiement du réseau 5G dans l'Hexagone. Nokia sera chargé de déployer le réseau autonome "Stand Alone" en France et sera également chargé de la gestion des données utilisateurs en Europe (Subscriber Data Management).
En octobre 2023, le ralentissement de l'investissement des opérateurs dans la 5G entraine des surcapacités chez Nokia. La décision est prise de licencier 16% des effectifs soit 14 000 salariés, Nokia revenant à 72 000 salariés dans le monde (Lors du rachat d'Alcatel-Lucent en 2015, Nokia était à la tête de 120 000 employés pour un chiffre d'affaires d'environ 25 milliards d'euros).
En avril 2023, après la transformation de l’ancien site industriel d’Alcatel à Marcoussis en campus de data centers, le groupe Data4, opérateur et investisseur français sur le marché des data centers, annonce l’acquisition du siège de Nokia, situé à Nozay (Essonne). Le groupe prévoit ainsi d’investir sur cet ancien site d’Alcatel près d’un milliard d’euros d’ici 2030.
Annoncé le 27 juin 2024, l’état français a signé une promesse d'achat pour acquérir 80 % d'Alcatel Submarine Networks détenue par Nokia.
En février 2025, il est annoncé que Justin Hotard va succéder à Pekka Lundmark, à la tête de l'entreprise. Pekka Lundmark occupait le poste de directeur général depuis 2020 et avait annoncé sa décision de démissionner au conseil d'administration. Justin Hotard prend ses fonctions à partir du 1er avril 2025. Pekka Lundmark conservera un rôle de consultant pour l'entreprise jusqu'à la fin de l'année.

### Projet de réseau cellulaire sur la Lune
Sélectionné par la Nasa afin de développer un réseau cellulaire sur la Lune, l'entreprise finlandaise et sa structure de recherche Bell Labs (acquise en 2015 avec Alcatel-Lucent) s'engagent, en collaboration avec Intuitive Machines, une entreprise américaine qui a par ailleurs passé un contrat avec la Nasa pour développer un atterrisseur lunaire, Nova-C, à déployer un réseau 4G d'ici 2024. La structuration de ce réseau permettra d'envoyer des données biométriques, de contrôler à distance des véhicules d'explorations lunaires, naviguer en temps réel et ainsi permettre l'accompagnement des astronautes,.

## Controverses

### Surveillances
En Finlande, Nokia fait l'objet d'une controverse à la fin des années 2000, après que des dirigeants aient demandé à la police de surveiller les e-mails de certains de ses employés.

### Collaborations avec des régimes autoritaires
En 2009, avec la contestation des élections, Nokia fait aussi l'objet d'un boycott en Iran pour sa collaboration avec le régime, auquel elle fournissait des outils de censure et de surveillance,. En 2019, les autorités finlandaises ouvrent une enquête après la révélation de transferts de données personnelles d'utilisateurs de téléphones Nokia vers la Chine. Nokia est par ailleurs mis en cause pour avoir fourni pendant plus de cinq ans un système de surveillance au gouvernement russe, utilisé notamment pour surveiller des partisans d'Alexeï Navalny et l'opposant Boris Y. Nemtsov.

## Identité visuelle

Logo de Nokia utilisé de 1992 à 2005.
Logo de Nokia utilisé de 2005 à 2011.
Logo de Nokia utilisé de 2011 à 2023.
Logo de Nokia depuis 2023.

## Produits grand public

### Téléphonie mobile

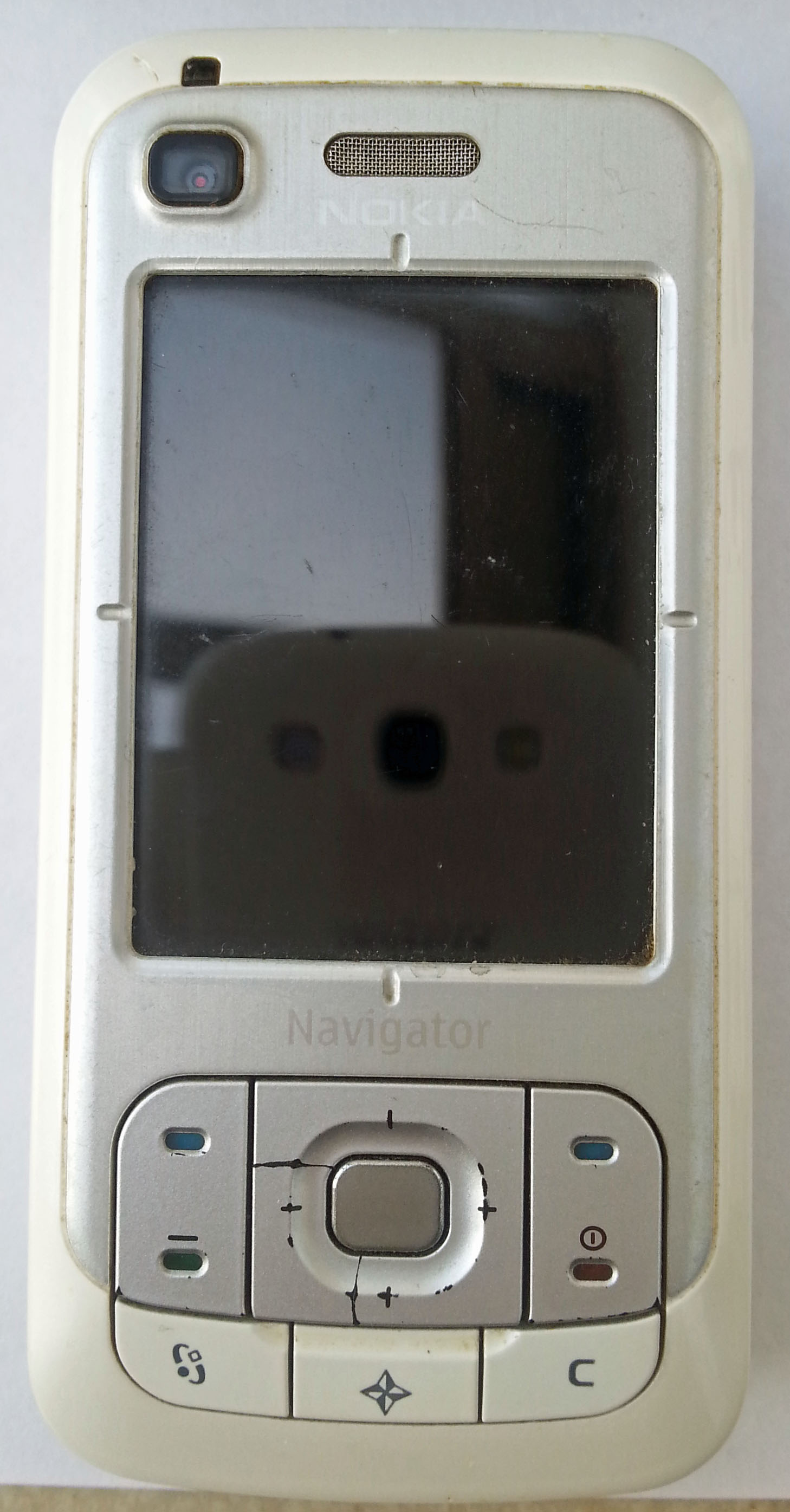
Nokia 6110 Navigator.

Entre 2005 et 2009, la série N de Nokia était le fleuron du groupe en se positionnant dans les mobiles haut de gamme. Ce positionnement a été repris par certains smartphones de la gamme Lumia. La marque Nokia Lumia disparaît en 2014 pour devenir Microsoft Lumia.

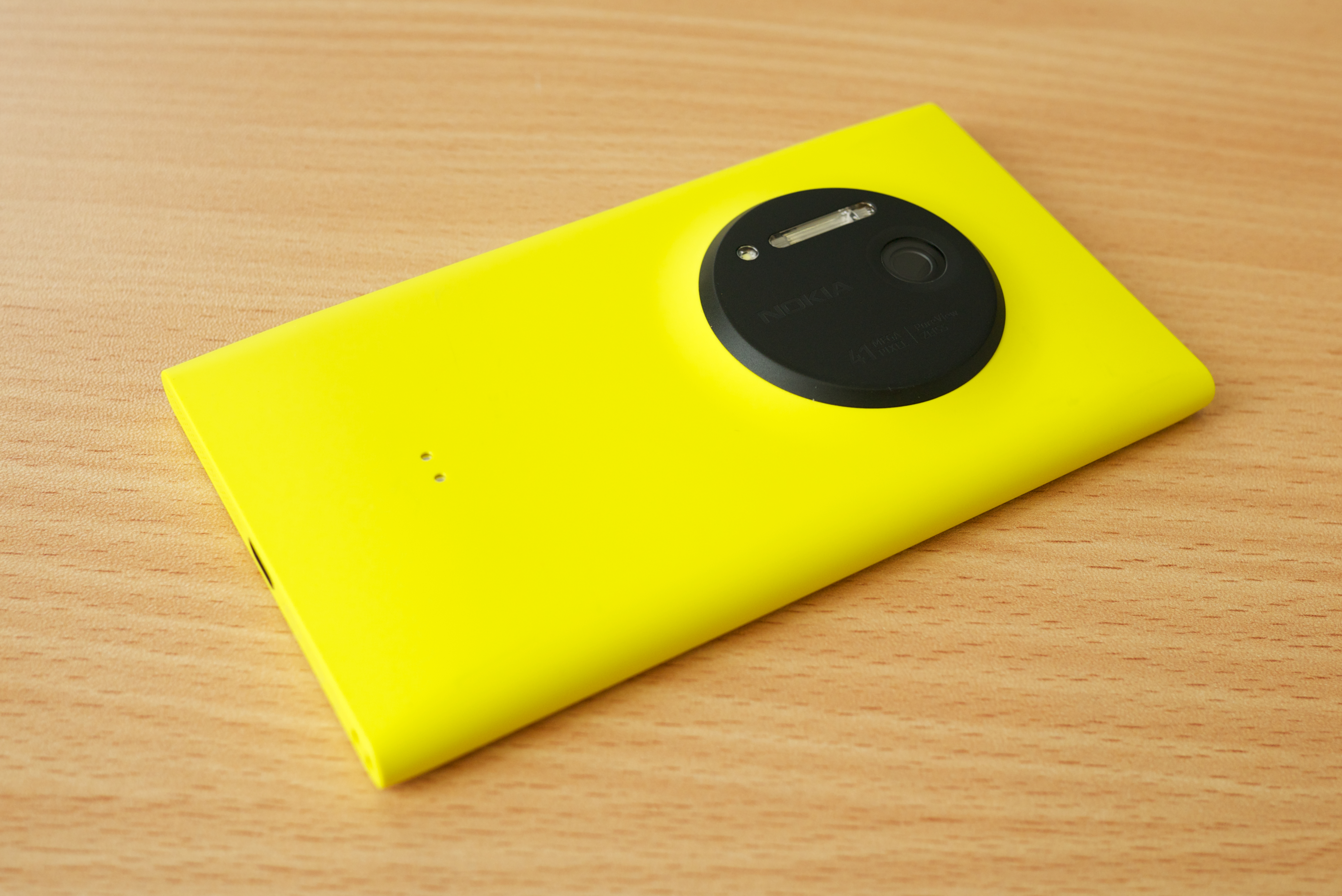
Nokia Lumia 1020.

Depuis la vente de la branche téléphonie de Nokia par Microsoft en 2016, la marque revient avec une proposition de smartphones grand public sous Android,.
La sonnerie des mobiles Nokia est extraite de Gran Vals, pièce pour guitare composée par Francisco Tárrega en 1902, Nokia bénéficiant de l'extinction de ses droits d'auteur.

### Console de jeux
Nokia tenta d’entrer sur le marché des consoles de jeux portables avec son téléphone/console N-Gage. Sortie une première fois fin 2003 en France, la console a reçu un accueil mitigé dû à son manque de jeux et des problèmes de conception. Nokia en a tenu compte et a sorti une nouvelle version en 2004 : la N-Gage QD. Malgré ses améliorations, la console n’est toujours pas un franc succès.
Pas conçu pour le jeu, le Nokia N93 équipé d’un processeur 3D OpenGL ES 1.1 pourrait se présenter comme une relève potentielle, mais n'est pas présenté comme tel.

### Tablette
Les concepteurs de Nokia ont conçu en 2006 une tablette tactile Wi-Fi axée sur Linux, dont le code est complètement libre, nommée Nokia 770 ; suivie en 2007 du Nokia N800, puis du Nokia N810, et enfin du Nokia N900. L’interface graphique est fortement axée sur GTK et est nommée Hildon. Le développement de logiciels s’effectue sur la plate-forme Maemo. Hormis le récent N 900, la tablette ne dispose pas de slot pour carte SIM : ce n’est pas un téléphone. Mais elle possède beaucoup des fonctionnalités principales d’un assistant personnel et permet de lire les fichiers au format flash.
Le 22 octobre 2013, Nokia présente la tablette Lumia 2520 lors de la conférence Nokia World à Abou Dhabi. La tablette est dotée d'un écran de 10,1 pouces, le tout exploité par Windows 8.1 RT.
En 2022, la firme finlandaise sort les tablettes Nokia T10 et T20.

### Système d'exploitation et applications
Nokia avait développé deux plateformes à l'aide de l'entreprise européenne Symbian ; la série 40 et la série 60. La série 40, la plus simple, est celle qui a fait le succès de la marque. La série 60 était basée sur le système d’exploitation Symbian OS et utilisée sur ses propres téléphones haut de gamme « Smartphones ». Nokia a aussi licencié cette plate-forme aux autres constructeurs, on la trouvait donc sur des téléphones mobile de marque Samsung, Siemens, Sendo, ou encore LG.
Nokia a également développé :
- Sensor, une application destinée à partager des albums ;
- Nokia Software Updater, une application de mise à jour du logiciel d’un téléphone équipé de la plate-forme S60 (E61i, N70, N73, N95, N97, N82, 6630, 6680…) et de certaines séries 40 (6131, 6288, 6300…).

Dès l'année 2005, Nokia avait recruté 2 000 personnes pour développer le système d'exploitation Meego destiné aux smartphones. Dans le même temps, Google développait Android, obtenant de bien meilleurs résultats avec quatre fois moins d'effectifs.
Le 28 janvier 2008, Trolltech, société développant notamment Qt, a annoncé avoir accepté une offre d’achat de la totalité de la compagnie par Nokia.
Le 24 juin 2008, Nokia lance une offre totale d'achat sur Symbian pour 264 millions d'euros, une entreprise de logiciels pour téléphones mobiles dont elle détient déjà 48 %.
Le 11 février 2011, le PDG de Nokia, ancien cadre de Microsoft, annonce la fermeture des services Symbian et MeeGo pour utiliser les services de Microsoft. Toutefois, les téléphones d'entrée de gamme Nokia poursuivent l'utilisation de S40, avec la gamme Asha à partir de 2011.
Février 2019, Nokia implémente le système d'exploitation Android One sur deux de ces modèles, les Nokia 3.2 et 4.2.

## Recherches

### Nanotechnologies
Nokia a présenté en 2008 le concept Morph au Museum of Modern Art (MoMA) basé sur les nanotechnologies. Il est développé en partenariat avec l'université de Cambridge.

### Interfaçage homme/machine
Nokia a présenté un nouveau concept d'interaction avec l'utilisateur lors des Nokia World 2011. L'appareil a la forme d'une tablette avec un écran couleur, mais qui a la particularité d'être flexible et d'être contrôlé par la torsion. Il est donc possible de zoomer et de dézoomer en pliant l'appareil, ou de naviguer dans les menus en le tordant sur les côtés.

## Services

Logo d'Ovi.

Nokia a proposé à partir de 2009 des services permettant de transférer les données multimédia provenant d'Internet et de les capturer/réceptionner avec leur téléphone (logiciel Ovi).
Visual radio permettait d'avoir un fichier playlist permettant d'éviter la configuration des radios FM puisqu'il n'existe pas de recherche automatique de radio sur les téléphones compatibles radio FM analogique (Nokia N95).
Nokia proposait jusqu'en 2011 cet ensemble de services Internet permettant de réaliser la liaison entre ordinateur et téléphone mobile/smartphone sous le nom d'Ovi.
Ces services cessent en 2011 avec l'arrêt des activités de terminaux téléphoniques.

## Informations financières

### Cotations, chiffre d'affaires, résultats
Les actions Nokia furent introduites en 1975 à la bourse d’Helsinki. Aujourd’hui, Nokia est coté aux Bourses de Stockholm, Londres, Francfort, de Paris, et de New York.
Le chiffre d’affaires annuel en 2005 était de 34,19 milliards d’euros en progression de près de 16 %. La firme avait vendu 265 millions de téléphones en 2005.
Le chiffre d'affaires du 4e trimestre 2010, publié en janvier 2011, était de 12,65 milliards d'euros. La firme a vendu 123,7 millions de téléphones au 4e trimestre 2010.
En mai 2011, l'action a dégringolé de près de 20 % en séance pour toucher son niveau le plus bas en plus de treize ans, à 4,716 euros. Elle a clos sur une perte de 17,53 % à 4,75 euros, alors qu'elle culminait à 65 euros en 2000.
Les difficultés continuent en 2012. Le jeudi 14 juin 2012, après l'annonce de la suppression de 10 000 postes d'ici la fin 2013 (un quart de ses effectifs), l'action Nokia chute de 17 % et atteint un niveau historiquement bas à 1,84 euro (niveau le plus bas depuis 16 ans). L'entreprise ne pèse alors plus que 8 milliards de dollars en Bourse.
Nokia a présenté des résultats en hausse pour son exercice 2019 et a dégagé son premier bénéfice annuel net depuis 2015. Le groupe a annoncé un résultat net de 7 millions d'euros sur l'exercice 2019, contre une perte de 340 millions d'Euros en 2018. Le chiffre d'affaires a progressé de 3,3 %, à 23,3 milliards d'euros. Le résultat opérationnel est ressorti à 1,13 milliard d'euros, en hausse de 1 %.
En 2019, pour la multinationale Nokia dont le siège social se trouve en Finlande, l'activité réseau représente 78% du CA du groupe, les États-Unis fournissent 28,3% du CA mondial à 6,609 milliards d'euros, la Finlande représente 6,7% du CA à 1,552 milliard d'euros, la France enregistre 5,8% du CA à 1,229 milliard d'euros.
En juin 2020, la capitalisation de Nokia est de 24,591 milliards de dollars, la valeur de l'action est à 3,7 euros.

### Principaux actionnaires
Solidium, premier actionnaire en nombre de parts, est l'organisme gérant les investissements de l’État finlandais.
Au 19 septembre 2020, les principaux actionnaires étaient les suivants :
| Actionnaire                              | Part (%) |
| ---------------------------------------- | -------- |
| Solidium Oy (Investment Company)         | 5,01     |
| The Vanguard Group, Inc.                 | 2,96     |
| Norges Bank Investment Management        | 2,26     |
| Keskinäinen Eläkevakuutusyhtiö Ilmarinen | 1,34     |
| DWS Investments (UK) Ltd.                | 1,34     |
| Franklin Mutual Advisers LLC             | 0,93     |
| BlackRock Advisors (UK) Ltd.             | 0,92     |
| Swedbank Robur Fonder AB                 | 0,88     |
| Keskinäinen Työeläkevakuutusyhtiö Varma  | 0,88     |
| Lyxor International Asset Management SAS | 0,86     |

## Voir aussi

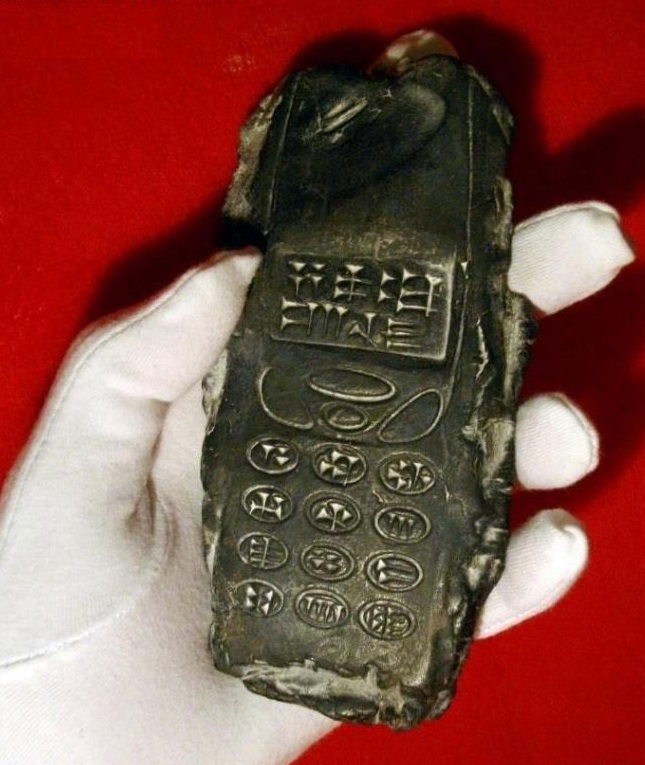
Le Babylonokia (ou Babylon-nokia), œuvre d'art en argile représentant un téléphone portable présentant des signes d'écriture cunéiforme ; certains sites web conspirationnistes ont repris l'image en affirmant que ce téléphone était prétendument âgé de 800 ans et aurait été trouvé en Autriche.

### Filmographie
- Blood in the Mobile, documentaire de Frank Piasecki Poulsen réalisé en 2010.
- "Made in Finland", série finlandaise de Maarit Lalli réalisée en 2022.